# Daniel Graepler
Daniel Graepler (* 1959 in Landau in der Pfalz) ist ein deutscher Klassischer Archäologe.
Daniel Graepler studierte von 1978 bis 1989 Klassische Archäologie, Kunstgeschichte, Alte Geschichte und Klassische Philologie an der Universität Marburg, der Universität Bonn und der Universität München. 1984 machte er in München seinen Magister Artium, 1989 wurde er dort bei Paul Zanker mit einer Dissertation zum Thema Terrakotten im Grabkontext promoviert. 1989/90 bereiste er als Inhaber des Reisestipendiums des Deutschen Archäologischen Instituts den Mittelmeerraum. 1990 wurde er zunächst Wissenschaftlicher Angestellter, später Wissenschaftlicher Assistent am Archäologischen Institut der Universität Heidelberg. 1999 wechselte Graepler ans Archäologische Institut der Universität Göttingen, wo er als Kustos die archäologischen Sammlungen betreut.
Graepler beschäftigt sich mit der Archäologie Großgriechenlands und besonders mit den Städten Apuliens, besonders Tarent. Er ist Spezialist für die griechische, insbesondere die hellenistische Koroplastik. Ein weiterer Forschungsschwerpunkt ist die Sozialgeschichte des Künstlers respektive des Handwerkers in der Antike und der Neuzeit. Graepler forscht zur Theorie und Methodik der archäologischen Grabforschung und der Geschichte der Altertumswissenschaften. Ein besonderer Schwerpunkt liegt für den Archäologen auf dem internationalen Kulturgüterschutz und der Bekämpfung des illegalen Antikenhandels. Er gehörte wie sein Vater Carl Graepler (ehemaliger Direktor des Marburger Universitätsmuseums für Kunst und Kulturgeschichte) sowie seine Geschwister, die Kunsthistorikerin Catharina und der Internist Florian Graepler, zu den Unterstützern des Marburger Universitätsmuseum für Kunst und Kulturgeschichte.

## Schriften
- mit Marina Mazzei: Fundort: unbekannt. Raubgrabungen zerstören das archäologische Erbe. Eine Dokumentation. Archäologischen Institut der Ruprecht-Karls-Universität Heidelberg, Heidelberg 1993.
- Tonfiguren im Grab. Fundkontexte hellenistischer Terrakotten aus der Nekropole von Tarent. Biering und Brinkmann, München 1997 ISBN 3-930609-13-4.
- mit Marianne Bergmann: Barbarentod und Venuskult. Griechische Skulpturen aus den Gärten Roms. Zwei neue Abgüsse aus der Schenkung Hellmann. Archäologisches Institut der Georg-August-Universität Göttingen, Göttingen 2002.
- Herausgeber mit Joachim Migl: Das Studium des schönen Altertums. Christian Gottlob Heyne und die Entstehung der klassischen Archäologie. Georg-August-Universität Göttingen – Niedersächsische Staats- und Universitäts-Bibliothek, Göttingen 2007 ISBN 978-3-930457-82-3.
- Herausgeber mit Jorun Ruppel: Weiß wie Gips? Die Behandlung der Oberflächen von Gipsabgüssen. Wissenschaftliche Fachtagung Archäologisches Institut und Sammlung der Gipsabgüsse, Göttingen, 13.-15. Oktober 2016 = White as Plaster? Plaster Casts and the Treatment of their Surface (= Göttinger Studien zur mediterranen Archäologie, Band 10). VML Verlag Marie Leidorf, Rahden 2019, ISBN 978-3-86757-509-6.